# Ekaterina Levsha
Ekaterina Levsha, née Ekaterina Soukhanova le 6 avril 1993 à Maïkop, est une joueuse russe de handball évoluant au poste d'ailière droite.

## Biographie
En octobre 2018, libre après son départ d'Astrakhan, elle s'engage pour 10 mois avec le Metz Handball en remplacement de Jurswailly Luciano, enceinte. Elle s'adapte rapidement à sa nouvelle équipe. Avec Metz, elle parvient à atteindre les demi-finales de la Ligue des champions et remporte le championnat et la coupe de France.
Elle retourne à Astrakhan à l'issue de son contrat avec Metz.

## Palmarès

### Club
compétitions internationales
- quatrième de la Ligue des champions en 2019 (avec Metz Handball)

compétitions nationales 
- championne de France en 2019  (avec Metz Handball)
- championne de Russie en 2016 (avec Astrakhanochka)
- vainqueur de la coupe de France en 2019 (avec Metz Handball)
- finaliste de la coupe de Russie en 2016 (avec Astrakhanochka)